# Kanton Ploërmel
Der Kanton Ploërmel (bretonisch Kanton Ploermael) ist seit 1790 ein französischer Wahlkreis im Arrondissement Pontivy, im Département Morbihan und in der Region Bretagne; sein Hauptort ist Ploërmel.

## Geschichte
Der Kanton entstand am 15. Februar 1790. Von 1801 bis 2015 gehörten sechs Gemeinden zum Kanton Ploërmel. Mit der Neuordnung der Kantone in Frankreich wechselten 2015 alle Gemeinden der bisherigen Kantone Josselin, La Trinité-Porhoët und Mauron, die Gemeinde Lantillac aus dem  Kanton Rohan und die Gemeinde Monterrein aus dem Kanton Malestroit zum Kanton Ploërmel.

## Lage
Der Kanton liegt im Nordosten des Départements Morbihan an der Grenze zu den Départements Ille-et-Vilaine und Côtes-d’Armor.

## Gemeinden

### Kanton Ploërmel seit 2015
Der Kanton besteht aus 29 Gemeinden mit insgesamt 40.034 Einwohnern (Stand: 1. Januar 2022) auf einer Gesamtfläche von 772,95 km²:
| Gemeinde                       | Bretonisch                  | Einwohner (2022) | Fläche (km²) | Code postal | Code Insee |
| ------------------------------ | --------------------------- | ---------------- | ------------ | ----------- | ---------- |
| Brignac                        | Brennieg                    | 198              | 13,12        | 56430       | 56025      |
| Campénéac                      | Kempenieg                   | 1.940            | 60,57        | 56800       | 56032      |
| Concoret                       | Konkored                    | 765              | 15,76        | 56430       | 56043      |
| La Croix-Helléan               | Ar Groez Helean             | 881              | 14,40        | 56120       | 56050      |
| Cruguel                        | Krugell                     | 661              | 17,17        | 56420       | 56051      |
| Évriguet                       | Evriged                     | 210              | 4,98         | 56490       | 56056      |
| Forges de Lanouée              |                             | 2.190            | 96,29        | 56120       | 56102      |
| Gourhel                        | Gourhael                    | 724              | 2,83         | 56800       | 56065      |
| Guégon                         | Gwegon                      | 2.308            | 53,52        | 56120       | 56070      |
| Guillac                        | Gilieg                      | 1.402            | 21,83        | 56800       | 56079      |
| Guilliers                      | Gwiler-Porc'hoed            | 1.352            | 35,14        | 56490       | 56080      |
| Helléan                        | Helean                      | 384              | 7,87         | 56120       | 56082      |
| Josselin                       | Josilin                     | 2.559            | 4,48         | 56120       | 56091      |
| La Grée-Saint-Laurent          | Ar C'hrav-Sant-Laorans      | 310              | 7,90         | 56120       | 56068      |
| Lantillac                      | Landeliav                   | 291              | 7,72         | 56120       | 56103      |
| La Trinité-Porhoët             | An Drinded-Porc'hoed        | 667              | 12,70        | 56490       | 56257      |
| Loyat                          | Loiad                       | 1.734            | 41,52        | 56800       | 56122      |
| Mauron                         | Maoron                      | 3.169            | 67,23        | 56430       | 56127      |
| Ménéac                         | Menieg                      | 1.478            | 68,22        | 56490       | 56129      |
| Mohon                          | Mozhon                      | 988              | 37,83        | 56490       | 56134      |
| Montertelot                    | Mousterdelav                | 370              | 2,64         | 56800       | 56139      |
| Néant-sur-Yvel                 | Neant                       | 1.070            | 32,30        | 56430       | 56145      |
| Ploërmel                       | Ploermael                   | 10.021           | 57,82        | 56800       | 56165      |
| Saint-Brieuc-de-Mauron         | Sant-Brieg-Maoron           | 294              | 14,35        | 56430       | 56208      |
| Saint-Léry                     | Sant-Leri                   | 205              | 1,58         | 56430       | 56225      |
| Saint-Malo-des-Trois-Fontaines | Sant-Maloù-an-Teir-Feunteun | 562              | 16,19        | 56490       | 56227      |
| Saint-Servant                  | Sant-Servant-an-Oud         | 789              | 22,40        | 56120       | 56236      |
| Taupont                        | Talbont                     | 2.400            | 29,17        | 56800       | 56249      |
| Tréhorenteuc                   | Trec'horanteg               | 112              | 5,42         | 56430       | 56256      |
| Kanton Ploërmel                | Ploermael                   | 40.034           | 772,95       | -           | 5613       |

## Veränderungen im Gemeindebestand seit der landesweiten Neuordnung der Kantone
2019:
- Fusion Lanouée und Les Forges → Forges de Lanouée
- Fusion Monterrein und Ploërmel → Ploërmel

2016:
- Fusion La Chapelle-Caro (Kanton Moréac), Le Roc-Saint-André (Kanton Moréac) und Quily → Val d’Oust (Kanton Moréac)

### Kanton Ploërmel bis 2015
Der alte Kanton Ploërmel umfasste bis zur landesweiten Neuordnung der Kantone 2015 sechs Gemeinden auf einer Fläche von 187,54 km². Diese waren: Campénéac, Gourhel, Loyat, Montertelot, Ploërmel (Hauptort) und Taupont.

## Bevölkerungsentwicklung des alten Kantons bis 2015
| 1962   | 1968   | 1975   | 1982   | 1990   | 1999   | 2006   | 2012   |
| ------ | ------ | ------ | ------ | ------ | ------ | ------ | ------ |
| 10.678 | 10.691 | 10.991 | 11.570 | 12.417 | 12.996 | 14.548 | 16.075 |